# 托切
托切（Toché），是一名西班牙足球运动员，目前效力于西乙皇家奥维耶多队。

## 足球生涯
托切全名何塞·贝尔杜·尼古拉斯（José Verdú Nicolás），托切（Toché）是球员本人的昵称，并最终成为其通用称呼。托切1983年1月1日生于西班牙桑托梅拉，由青训体系所培养而出道成为职业球员。
托切并未能在马德里竞技一线队站稳脚跟，其职业生涯辗转浪迹于多支西甲、西乙球队。其中值得一提的是在卡塔赫纳的两个赛季，托切在74场联赛中有35个进球入账，表现上佳。
2011年，托切离开西班牙，转投希腊，与帕纳辛奈科斯签订了为期三年的合同。
在希腊留下了46场比赛进20球的成绩后，托切在2013-2014赛季冬季转会窗口期间回归西班牙，加入拉科鲁尼亚，当赛季代表球队12次联赛出场，射入4球。
2015年7月30日，托切与西乙新军皇家奥维耶多签下一份为期一年的合同。